# Rex Porter
Rex Porter (* 29. September 1932) ist ein ehemaliger britischer Stabhochspringer.
Bei den British Empire and Commonwealth Games wurde er für England startend 1958 in Cardiff Siebter und 1962 in Perth Zwölfter.
1960 wurde er Englischer Meister. Seine persönliche Bestleistung von 4,39 m stellte er 1963 auf.